# غابرييل فون زايدل
غابرييل فون زايدل (بالإنجليزية: Gabriel von Seidl)‏ (و. 1848 – 1913 م) هو مهندس معماري من مملكة بافاريا . ولد في ميونخ.
توفي في ميونخ.

## التعليم
تعلم في Academy of Fine Arts, Munich

## أعمال بارزة
من أهم أعماله Bavarian National Museum

## جوائز
حصل على جوائز منها:
- Honorary citizen of Munich
- وسام الاستحقاق للفنون والعلوم
- Pour le Mérite.